# Mistrzostwa Europy w Piłce Ręcznej Mężczyzn 1994
Mistrzostwa Europy w Piłce Ręcznej Mężczyzn 1994 – 1. edycja turnieju finałowego Mistrzostw Europy w piłce ręcznej mężczyzn, zorganizowana przez EHF – w dniach od 3 do 12 czerwca 1994 w Portugalii – dla 12 najlepszych reprezentacji seniorskich na „starym kontynencie”, mająca na celu wyłonienie najlepszej z nich (mistrza Europy) i stanowiąca jednocześnie kwalifikacje do Mistrzostw Świata 1995.
To pierwsza w historii seniorska impreza rangi mistrzowskiej w piłce ręcznej, której gospodarzem była Portugalia. Wszystkie 38 spotkań mistrzostw rozegrano w dwóch halach: Pavilhão Rosa Mota w Porto i Complexo Municipal de Desportos Cidade de Almada w Almadzie.
Tytuł mistrzów Europy 1994 wywalczyli Szwedzi, którzy w następnych latach stali się absolutnymi hegemonami zmagań o prymat na „starym kontynencie” – tryumfowali bowiem w czterech z pięciu pierwszych turniejów finałowych Mistrzostw Europy, w tym trzy razy z rzędu (1998, 2000 i 2002). Ponadto do drużyny gwiazd ME 1994 wybrano aż czterech zawodników reprezentacji „Trzech Koron”, a środkowy rozgrywający tego zespołu Magnus Andersson, został uznany najlepszym zawodnikiem turnieju (MVP).
W finale ze Szwecją zagrali ówcześni mistrzowie świata – Rosjanie i ponieśli zaskakująco wysoką porażkę 21:34 (już do przerwy ulegając 9:18).
Brązowy medal zdobyła Chorwacja, dla której był to pierwszy udział w turnieju rangi mistrzowskiej (a inauguracyjne spotkanie międzypaństwowe Chorwaci rozegrali zaledwie 3,5 roku wcześniej, remisując 23:23 z Japonią). Rok później zagrali w finale MŚ, a w 1996 wywalczyli złoty medal Igrzysk Olimpijskich.
Mistrzostwa Europy 1994 to najsłabszy w historii występ reprezentacji gospodarza – Portugalia zajęła bowiem ostatnie miejsce w klasyfikacji końcowej turnieju, co dotychczas nie zdarzyło się żadnej, innej drużynie gospodarzy ME.

## Tło historyczne
Fakt przeprowadzenia mistrzostw Europy 1994 jest ściśle związany z utworzeniem – 17 listopada 1991 – Europejskiej Federacji Piłki Ręcznej (EHF). Wcześniej nie istniał bowiem podmiot władny do zorganizowania turnieju rangi mistrzowskiej dla drużyn reprezentacyjnych poszczególnych federacji europejskich, a Międzynarodowa Federacja Piłki Ręcznej (IHF) nie była zainteresowana powołaniem mistrzostw Europy, aby nie tworzyć konkurencji dla swojej sztandarowej imprezy, czyli mistrzostw świata.

## Eliminacje
Jedyny raz w historii eliminacje do turnieju finałowego mistrzostw Europy składały się wyłącznie z jednej rundy (nie było prekwalifikacji i II fazy eliminacyjnej). Wzięły w nich udział 34 reprezentacje, podzielone na 7 grup: sześć grup pięciodrużynowych i jedną grupę czterozespołową. Bezpośrednią kwalifikację do turnieju finałowego ME 1994 uzyskiwali zwycięzcy każdej z grup oraz najlepsza ekipa spośród tych, które zajęły 2. miejsca (do bilansu nie wliczano rezultatów, uzyskanych z ostatnią drużyną w tabeli). Pozostałych sześć zespołów z 2. miejsc miało szansę awansu do ME 1994 z barażów. W wyniku losowania utworzono trzy pary barażowe, w których rywalizowano w formule dwumeczów (gospodarzy pierwszego spotkania również wyłoniło losowanie). Ich zwycięzcy uzyskali kwalifikację do turnieju finałowego ME 1994.

### Zakwalifikowane drużyny
| Reprezentacja | Podstawa kwalifikacyjna |
| Portugalia    | Gospodarz               |
| Dania         | 1. miejsce w grupie 1   |
| Węgry         | 1. miejsce w grupie 2   |
| Szwecja       | 1. miejsce w grupie 3   |
| Chorwacja     | 1. miejsce w grupie 4   |
| Niemcy        | 1. miejsce w grupie 5   |
| Hiszpania     | 1. miejsce w grupie 6   |
| Rosja         | 1. miejsce w grupie 7   |
| Rumunia       | Najlepsza z 2. miejsc   |
| Białoruś      | Dwumecz barażowy        |
| Francja       | Dwumecz barażowy        |
| Słowenia      | Dwumecz barażowy        |

## Obiekty
| Miasto | Hala                                             | Pojemność |
| Almada | Complexo Municipal de Desportos Cidade de Almada | 4000      |
| Porto  | Pavilhão Rosa Mota                               | 5400      |

## Faza wstępna

### Grupa A (Almada)
| Drużyna   | Mecze | Zwycięstwa | Remisy | Porażki | Strzelone bramki | Stracone bramki | +/− | Pkt |
| --------- | ----- | ---------- | ------ | ------- | ---------------- | --------------- | --- | --- |
| Rosja     | 5     | 5          | 0      | 0       | 122              | 94              | +28 | 10  |
| Chorwacja | 5     | 3          | 0      | 2       | 120              | 114             | +6  | 6   |
| Francja   | 5     | 2          | 1      | 2       | 123              | 120             | +3  | 5   |
| Białoruś  | 5     | 2          | 0      | 3       | 130              | 139             | -9  | 4   |
| Niemcy    | 5     | 1          | 1      | 3       | 107              | 113             | -6  | 3   |
| Rumunia   | 5     | 1          | 0      | 4       | 113              | 135             | -22 | 2   |

| 3 lipca 1994, Complexo Municipal de Desportos   |         |           |
| Niemcy                                          | 23 – 24 | Białoruś  |
| Rosja                                           | 27 – 20 | Rumunia   |
| Francja                                         | 27 – 25 | Chorwacja |
| 4 lipca 1994, Complexo Municipal de Desportos   |         |           |
| Chorwacja                                       | 24 – 22 | Niemcy    |
| Białoruś                                        | 23 – 31 | Rosja     |
| Rumunia                                         | 27 – 26 | Francja   |
| 5 lipca 1994, Complexo Municipal de Desportos   |         |           |
| Francja                                         | 21 – 21 | Niemcy    |
| Rosja                                           | 21 – 18 | Chorwacja |
| Rumunia                                         | 24 – 33 | Białoruś  |
| 7 czerwca 1994, Complexo Municipal de Desportos |         |           |
| Niemcy                                          | 16 – 25 | Rosja     |
| Francja                                         | 32 – 29 | Białoruś  |
| Chorwacja                                       | 24 – 23 | Rumunia   |
| 8 czerwca 1994, Complexo Municipal de Desportos |         |           |
| Niemcy                                          | 25 – 19 | Rumunia   |
| Białoruś                                        | 21 – 29 | Chorwacja |
| Rosja                                           | 18 – 17 | Francja   |

### Grupa B (Porto)
| Drużyna    | Mecze | Zwycięstwa | Remisy | Porażki | Strzelone bramki | Stracone bramki | +/− | Pkt |
| ---------- | ----- | ---------- | ------ | ------- | ---------------- | --------------- | --- | --- |
| Szwecja    | 5     | 5          | 0      | 0       | 114              | 91              | +23 | 10  |
| Dania      | 5     | 3          | 1      | 1       | 107              | 99              | +8  | 7   |
| Hiszpania  | 5     | 3          | 0      | 2       | 114              | 101             | +13 | 6   |
| Węgry      | 5     | 2          | 0      | 3       | 100              | 107             | -7  | 4   |
| Słowenia   | 5     | 1          | 1      | 3       | 94               | 111             | -17 | 3   |
| Portugalia | 5     | 0          | 0      | 5       | 96               | 116             | -20 | 0   |

| 3 czerwca 1994, Pavilhão Rosa Mota |         |            |
| Szwecja                            | 22 – 17 | Słowenia   |
| Hiszpania                          | 25 – 20 | Węgry      |
| Dania                              | 24 – 17 | Portugalia |
| 4 czerwca 1994, Pavilhão Rosa Mota |         |            |
| Słowenia                           | 19 – 19 | Dania      |
| Węgry                              | 18 – 22 | Szwecja    |
| Portugalia                         | 18 – 24 | Hiszpania  |
| 5 czerwca 1994, Pavilhão Rosa Mota |         |            |
| Węgry                              | 19 – 18 | Portugalia |
| Szwecja                            | 22 – 16 | Dania      |
| Hiszpania                          | 24 – 16 | Słowenia   |
| 7 czerwca 1994, Pavilhão Rosa Mota |         |            |
| Słowenia                           | 19 – 24 | Węgry      |
| Szwecja                            | 26 – 21 | Portugalia |
| Dania                              | 25 – 22 | Hiszpania  |
| 8 czerwca 1994, Pavilhão Rosa Mota |         |            |
| Dania                              | 23 – 19 | Węgry      |
| Portugalia                         | 22 – 23 | Słowenia   |
| Hiszpania                          | 19 – 22 | Szwecja    |

## Faza finałowa

### Mecze o miejsca (Almada)
|  | Mecz o 11. miejsce |            |    |
|  | 10 czerwca, 12:30  |            |    |
|  | Rumunia            | Rumunia    | 38 |
|  | Portugalia         | Portugalia | 21 |

|  | Mecz o 9. miejsce |          |    |
|  | 10 czerwca, 10:30 |          |    |
|  | Niemcy            | Niemcy   | 28 |
|  | Słowenia          | Słowenia | 18 |

|  | Mecz o 7. miejsce |          |    |
|  | 10 czerwca, 17:30 |          |    |
|  | Białoruś          | Białoruś | 24 |
|  | Węgry             | Węgry    | 28 |

|  | Mecz o 5. miejsce |           |    |
|  | 10 czerwca, 19:30 |           |    |
|  | Francja           | Francja   | 25 |
|  | Hiszpania         | Hiszpania | 28 |

### Strefa medalowa (Porto)
|  | Półfinały         | Półfinały         |  |  |  | Finały                           | Finały                           |
|  |                   |                   |  |  |  |                                  |                                  |
|  |                   |                   |  |  |  |                                  |                                  |
|  | 10 czerwca, 15:30 |                   |  |  |  |                                  |                                  |
|  | Rosja             | 29                |  |  |  |                                  |                                  |
|  | Dania             | 20                |  |  |  | FINAŁ – 11 czerwca, 16:00        | FINAŁ – 11 czerwca, 16:00        |
|  |                   |                   |  |  |  | Rosja                            | 21                               |
|  | 10 czerwca, 17:30 | 10 czerwca, 17:30 |  |  |  | Szwecja                          | 34                               |
|  | Szwecja           | 24                |  |  |  |                                  |                                  |
|  | Chorwacja         | 21                |  |  |  | O 3. MIEJSCE – 11 czerwca, 14:00 | O 3. MIEJSCE – 11 czerwca, 14:00 |
|  |                   |                   |  |  |  | Dania                            | 23                               |
|  |                   |                   |  |  |  | Chorwacja                        | 24                               |

## Klasyfikacja końcowa
|      | \| Msc. \| Drużyna \| \| ---- \| ---------- \| \| \| Szwecja \| \| \| Rosja \| \| \| Chorwacja \| \| 4. \| Dania \| \| 5. \| Hiszpania \| \| 6. \| Francja \| \| 7. \| Węgry \| \| 8. \| Białoruś \| \| 9. \| Niemcy \| \| 10. \| Słowenia \| \| 11. \| Rumunia \| \| 12. \| Portugalia \| | - Najlepszy zawodnik (MVP): Magnus Andersson - Król strzelców: Wasilij Kudinow – 50 goli - Bramkarz: Tomas Svensson - Lewoskrzydłowy: Erik Hajas - Lewy rozgrywający: Wasilij Kudinow - Środkowy rozgrywający: Magnus Andersson - Obrotowy: Dmitrij Torgowanow - Prawy rozgrywający: Jan Jørgensen - Prawoskrzydłowy: Pierre Thorsson |
| Msc. | Drużyna | |
|      | Szwecja | |
|      | Rosja | |
|      | Chorwacja | |
| 4.   | Dania | |
| 5.   | Hiszpania | |
| 6.   | Francja | |
| 7.   | Węgry | |
| 8.   | Białoruś | |
| 9.   | Niemcy | |
| 10.  | Słowenia | |
| 11.  | Rumunia | |
| 12.  | Portugalia | |

## Składy medalistów

### Szwecja – Mistrz Europy
| - Ola Lindgren - Per Carlén - Erik Hajas - Jerry Hallbäck - Stefan Lövgren | - Robert Andersson - Pierre Thorsson - Staffan Olsson - Magnus Andersson - Tommy Suoraniemi | - Mats Olsson - Tomas Svensson - Robert Hedin - Magnus Wislander - Martin Frändesjö |

Trener: Bengt Johansson

### Rosja – Wicemistrz Europy
| - Andriej Antoniewicz - Dmitrij Filipow - Walerij Gopin - Wiaczesław Gorpiszyn - Oleg Grebniew | - Dimitrij Karłow - Oleg Kiseljow - Wasilij Kudinow - Stanisław Kulinczenko - Andriej Ławrow | - Paweł Sukosjan - Dmitrij Torgowanow - Igor Wasiljew |

Trener: Władimir Maksimow

### Chorwacja – brązowy medalista
| - Zvonimir Bilić - Patrik Ćavar - Darko Franović - Bruno Gudelj - Vladimir Jelčić - Nenad Kljaić | - Valter Matošević - Alvaro Načinović - Ivica Obrvan - Tonči Peribonio - Goran Perkovac | - Iztok Puc - Zlatko Saračević - Irfan Smajlagić - Vlado Šola - Ratko Tomljanović |

Trener: Velimir Kljaić